# Nicholas Prea

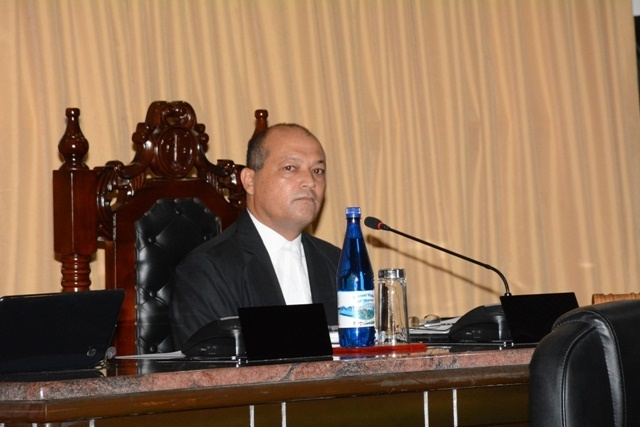
Nicholas Prea (2020)

Nicholas Gerard Prea (* 7. März 1965) ist ein Politiker der Seychellen von der Seychelles National Party, der von 2018 bis 2020 Sprecher der Nationalversammlung war.

## Leben
Nicholas Gerard Prea nahm nach dem Besuch des Seychelles College 1985 eine Tätigkeit als Fernmeldetechniker bei der Cable & Wireless Seychelles Ltd auf und absolvierte von 1987 bis 1989 eine Fortbildung zum Telekommunikationsingenieur am Cable & Wireless Telecom College in Cornwall sowie 1990 einen Lehrgang im Fach Telekommunikations- und Glasfasertechnik am British Telecom College in Birmingham. Nach seiner Rückkehr auf die Seychellen war er drei Jahre lang Mitarbeiter des Gesundheitsministeriums sowie im Anschluss Manager von Medent Services, einer privaten Zahnmedizinischen Fachklinik. 2000 wurde er stellvertretender Manager der Hotelkette Mason’s Travel und war zudem bis 2002 Mitglied des Berufungsausschusses des öffentlichen Dienstes.
Seine politische Laufbahn begann Prea 2002, als er für die Seychelles National Party (SNP) im Wahlkreis Bel Ombre erstmals zum Mitglied der Nationalversammlung gewählt sowie 2007 wiedergewählt wurde. Während seiner Parlamentszugehörigkeit war er Mitglied verschiedener Ausschüsse und kandidierte bei der Präsidentschaftswahl vom 19. bis zum 21. Mai 2011 als Running-mate von Wavel Ramkalawan für die SNP ohne Erfolg für das Amt des Vizepräsidenten der Seychellen. Bei der Parlamentswahl vom 8. bis 10. September 2016 wurde er wieder zum Mitglied der Nationalversammlung gewählt und übernahm das Amt des stellvertretenden Parlamentssprechers (Deputy Speaker). Daneben fungierte er als Vorsitzender der Parlamentarischen Gesellschaft im Commonwealth of Nations sowie als Vorsitzender des Ausschusses für Reformen und Modernisierung (Reform & Modernization Committee).
Am 6. März 2018 wurde Nicholas Prea als Nachfolger von Patrick Pillay zum Sprecher der Nationalversammlung (Speaker of the National Assembly) gewählt und war damit Parlamentspräsident. Am 29. Oktober 2020 wurde Roger Mancienne als sein Nachfolger vereidigt. Bereits im Februar 2020 hatte er den Posten als Generalsekretär seiner Partei SNP aufgegeben.

## Weblink
- Eintrag auf der Homepage der Nationalversammlung